# بخش واشینگتن (شهرستان سیوتو، اوهایو)
بخش واشینگتن (به انگلیسی: Washington Township) یک منطقهٔ مسکونی در ایالات متحده آمریکا است که در شهرستان سیوتو، اوهایو واقع شده‌است.
 بخش واشینگتن ۶۵٫۸ کیلومتر مربع مساحت و ۵٬۵۵۵ نفر جمعیت دارد و ۲۱۹ متر بالاتر از سطح دریا واقع شده‌است.